# Карниз (оповідання)
«Карниз» (англ. The Ledge) — оповідання американського письменника Стівена Кінга; опубліковано у 1976 році в журналі «Penthouse», а в 1978 увійшло до складу збірки «Нічна зміна».

## Сюжет
36-річний тенісист Стен Норріс закохався в Марсію Кесснер, дружину авторитета бандитського світу. Її чоловік, що слідкував за кожним кроком коханців, запропонував Стенові парі — якщо він пройде 12-сантиметровим карнизом його помешкання, що розташоване на 43-му поверсі хмарочосу, то він отримає 20 тис. доларів. Якщо ж Норріс не пристане на цю пропозицію, у його авто знайдуть наркотики, за що той отримає строк позбавлення волі. Незважаючи на всі перешкоди, за дві з гаком години Норрісу вдалося виконати завдання мафіозі, але після цього Кесснер повідомив йому, що тіло Марсії в морзі, а сам Стен незабаром відправиться за нею. Стен зміг вихопити зброю в громили — помічника Кесснера й запропонував мафіозі нове парі — повторити проходження карнизом. Кесснер був вимушений ступити на карніз, та Стен не збирався лишати його живим.

## Екранізація
- 1985 — Котяче око